# Stew Johnson
Stewart „Stew” Johnson (ur. 19 sierpnia 1944 w Clairton) – amerykański koszykarz, występujący na pozycji skrzydłowego.
6 marca 1971 roku ustanowił rekord strzelecki ABA, zdobywając 62 punkty w spotkaniu z zespołem The Floridians. Rekord ten został poprawiony 21 lutego 1972 roku przez Zelmo Beaty'ego, który zanotował 63 punkty przeciw Pittsburgh Condors.

## Osiągnięcia
Na podstawie, o ile nie zaznaczono inaczej.
NCAA
- Uczestnik rozgrywek rundy 32 turnieju NCAA (1964)
- Mistrz sezonu regularnego konferencji Ohio Valley (1964)
- Zaliczony do składu All-American (1966)

ABA
- 3-krotny uczestnik spotkań gwiazd ABA(1973–1975)
- 9. na liście strzelców wszech czasów ABA (10538 punktów)
- 2. na liście wszech czasów ABA w liczbie oddanych rzutów z gry (10854)